# UMS Group

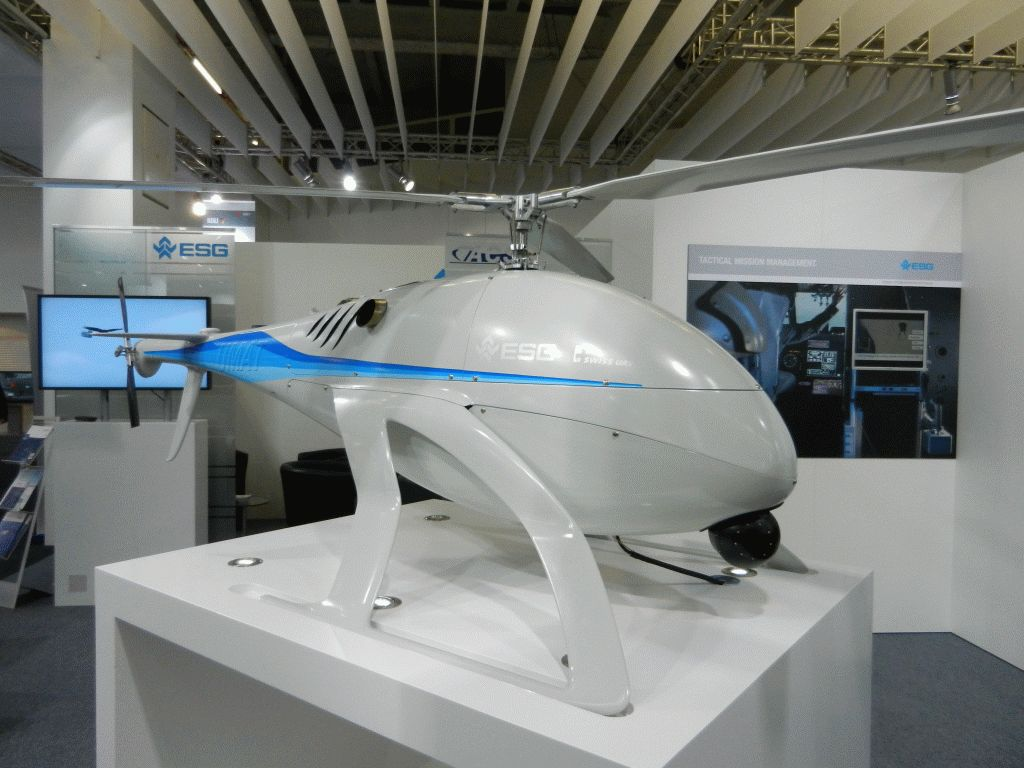
Der NEO S-300 der Swiss UAV

Die UMS AERO Group AG ist eine Aktiengesellschaft mit Sitz in Baar ZG und Niederlassung in Linköping, Schweden. Sie wurde 2009 als Swiss UAV gegründet, das Drohnen entwickelt und herstellt. Swiss UAV ist Partner des schwedischen Flugzeugbau- und Rüstungskonzerns Saab. Der von EMT angebotene Drohnen-Helikopter MUSECO ist ein Derivat der UMS AERO Group.
Die Drohnen der UMS AERO Group wurden bereits von der deutschen Bundespolizei getestet.

## Produkte
Die UMS AERO Group verkauft (Stand September 2014) zwei Drohnen-Flugzeuge und ein Drohnen-Helikopter, sowie entsprechende Fernsteuerung und Trainings an:
- F-330 (Remotely Piloted Air System)
- F-720 (Tactical Remotely Piloted Air System)
- R-350 (VTOL Remotely Piloted Air System)